# Emiliano Franco
Emiliano Franco Pola (Zaragoza, 21 de octubre de 1994), es un futbolista español con nacionalidad argentina que juega como delantero en Deportivo Morón de la Primera Nacional Argentina.

## Trayectoria
Franco comenzó su carrera con Newell's Old Boys. Hizo su debut profesional con el club durante la temporada 2016 de la Primera División argentina, jugando los últimos treinta y dos minutos de una derrota por 2-0 ante CA Temperley el 15 de mayo de 2016. Hizo una aparición más una semana después contra Atlético Tucumán. 
El 27 de agosto de 2017, Franco se unió al Torneo Federal A del equipo CA Douglas Haig.  Su primera aparición llegó el 4 de octubre frente a Gimnasia y Esgrima.
Antes del Torneo Federal A 2018-19, Franco fue firmado por CA Defensores de Belgrano. Después de dieciocho apariciones, Franco pasó para el Torneo Federal A 2019-20 con CA Huracán Las Heras.

#### Liga de Portugal
En 2020, Franco cambió Argentina por Portugal después de acordar términos con AD Oliveirense. Hizo su debut en una derrota del Campeonato de Portugal ante el CS Marítimo el 9 de febrero, que precedió a tres apariciones más antes de la reducción de la temporada debido a la pandemia de COVID-19.

#### Liga de España
En septiembre siguiente, Franco se mudó a España con el equipo UD Ibiza de Tercera División.  Marcó su primer gol en la categoría absoluta en su debut ante el CD Manacor el 10 de enero . Su siguiente gol llegó el 21 de marzo frente al CD Felanich.

#### Liga de Andorra
Para la temporada 2021, Franco llega al UE Sant Julià, equipo donde tuvo una buena participación durante el torneo, asistiendo y marcando goles en algunos encuentros de la liga de Andorra y quedando en segunda posición del torneo detrás del Inter Club d'Escaldes, con este resultado lograron calificar a la Primera Ronda de la Liga Europa Conferencia.

#### Liga de Expansión México
En enero del 2022, es presentado como refuerzo del Tepatitlán FC de la Liga de Expansión MX.

## Vida personal
Es hijo del exfutbolista internacional argentino, Darío Franco.
Franco quedó varado en Portugal durante la pandemia de COVID-19, y tampoco recibió su pago desde su llegada. Logró regresar a su tierra natal en mayo luego de la intervención de la Associação de Emergência Humanitária. 